# Вулька-Вепшецька
Вулька-Вепшецька (пол. Wólka Wieprzecka) — село в Польщі, у гміні Замостя Замойського повіту Люблінського воєводства. Населення — 582 особи (2011).

## Історія
За даними етнографічної експедиції 1869—1870 років під керівництвом Павла Чубинського, у селі здебільшого проживали греко-католики, усе населення розмовляло українською мовою.
За офіційним переписом населення Польщі 10 вересня 1921 року в селі та лісництві налічувалося 92 будинки та 534 мешканців, з них 506 римо-католиків і 28 православних; усі 534 осіб зазначені поляками. На сусідньому однойменному фільварку було 2 домів та 29 жителів римо-католицької віри та польської національності.
У 1975—1998 роках село належало до Замойського воєводства.

## Демографія
Демографічна структура станом на 31 березня 2011 року:
|          | Загалом | Допрацездатний вік | Працездатний вік | Постпрацездатний вік |
| -------- | ------- | ------------------ | ---------------- | -------------------- |
| Чоловіки | 285     | 63                 | 195              | 27                   |
| Жінки    | 297     | 63                 | 162              | 72                   |
| Разом    | 582     | 126                | 357              | 99                   |